# حاتم زعلول
حاتم زغلول (الجيزة، 7 فبراير 1957) هو مهندس ومخترع كندي مصري، يُعرف كقائد صاحب رؤية في مجتمع التكنولوجيا الفائقة،  كما يُعرف بشكل خاص باسم "أبو الواي فاي" لعمله في هذا الصدد.
كان له دور مهم في تطوير تقنيات الـ OFDM و FHSS التي تُستخدم في الواي فاي؛ لتحسين سرعة وكفاءة نقل البيانات لاسلكيًا. بالإضافة لتأسسه شركة Wi-LAN Inc في كندا عام 1992.

## سيرته المهنية
في عام 1979 تخرج في الهندسة الكهربائية من جامعة القاهرة، قسم الاتصالات، حيث كون صداقة قوية مع زميله المستقبلي المصري الجنسية الدكتور ميشيل فتوش.
في عام 1980خدم في القوات المسلحة المصرية، و في تلك السنة أنهى زغلول سنتيه الثالثة والرابعة من دراسته الجامعية في الرياضيات التطبيقية في جامعة عين شمس بالقاهرة. ثم حصل على درجة الماجستير في الفيزياء عام 1985 والدكتوراه في الفيزياء من جامعة كالغاري عام 1994. امتهن أكثر من مهنة في البداية وعمل كمهندس متخصص في مجال النفط.
من عام 1981 إلى عام 1983، عمل في شركة شلمبرجير لخدمات الأسلاك كمهندس تسجيلات الآبار، قبل أن يهاجر إلى كندا في عام 1983. ومن عام 1984 إلى عام 1989 كان مساعد تدريس في جامعة كالغاري، ومن عام 1988 إلى عام 1990 كان زغلول مدرسًا للإحصاء في مجال تسجيلات الآبار جامعة أثاباسكا.
في عام 1992، شارك في تأسيس شركة بالتشارك مع صديقه ميشيل فتوش Wi-LAN Inc.، وهي الشركة التي تحمل براءة اختراع التقنيات التي ابتكروها، بما في ذلك تعدد الإرسال بتقسيم التردد المتعامد عريض النطاق (WOFDM) والطيف المنتشر المتسلسل متعدد الرموز المباشر (MCDSSS).
وفي عام 2005، أسس شركة Inovatian Inc.، حيث يشغل اليوم منصب الرئيس التنفيذي. تهدف شركة إينوفاتيان إلى ربط العالم أجمع بشبكات النطاق العريض، بدءًا من المناطق التي لا توجد بها.